# Nykøbing Falster
Nykøbing Falster, ursprungligen Nykøbing, alternativt Nyköbing Falster på svenska, är en tätort och stad på ön Falster i sydöstra Danmark som utgör centralort i Guldborgsunds kommun. Europaväg 55 och järnvägen Rødby–Köpenhamn går genom staden. Staden är den största på ön och är även känd som bara Nykøbing F.
Stadens största turistattraktion är Medeltidscentret som besöks av cirka 50.000 per år.
Tidigare har staden utgjort centralort i dåvarande Nykøbing Falsters kommun.

## Geografi
Nykøbing Falster består av två tätorter, dels Nykøbing F på östra sidan Guldborg Sund, dels Sundby på västra sidan sundet på ön Lolland. Staden hade 2017 totalt 19 747 invånare, varav 16 904 i tätorten Nykøbing F.

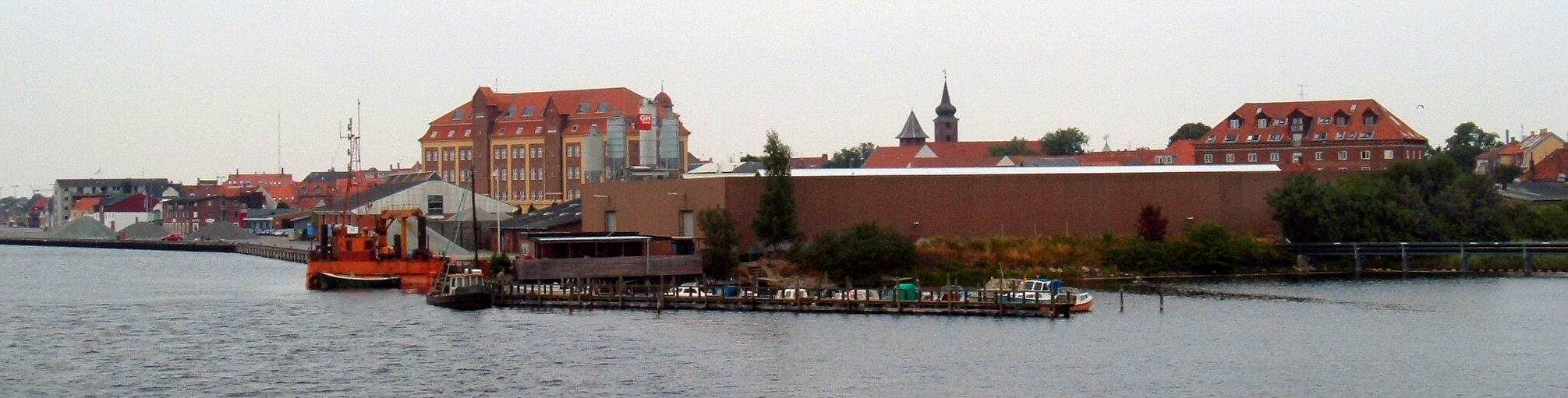
Del av Nykøbing, 2006